# Estados Europeus Neutros e Não Alinhados
Os Estados Europeus Neutros e Não Alinhados, às vezes conhecidos pela abreviatura de Estados NN,   foram um agrupamento informal de estados da era da Guerra Fria na Europa que não faziam parte da OTAN nem do Pacto de Varsóvia, mas eram neutros ou membros do Movimento Não Alinhado. O grupo reuniu países neutros como Áustria, Finlândia, Suécia e Suíça, por um lado, os não alinhados Iugoslávia, Chipre e Malta, por outro lado, todos os quais juntos compartilhavam o interesse na preservação de sua posição independente em relação a OTAN, CEE, Pacto de Varsóvia e COMECON.  Os países neutros europeus estabelecidos e comparativamente altamente desenvolvidos perceberam a cooperação com países não alinhados (particularmente com a Iugoslávia como um dos líderes do grupo) como forma de defender a paz, o desarmamento e a contenção das superpotências com mais força do que a sua limitada cooperação anterior permitiria. 
O grupo cooperou dentro da Conferência sobre Segurança e Cooperação na Europa (CSCE) na tentativa de preservar os resultados dos Acordos de Helsínquia.  Neste quadro, a Iugoslávia cooperou com a Áustria e a Finlândia na mediação entre blocos, organizou uma segunda cimeira da CSCE em 1977, em Belgrado, e propôs projetos sobre a proteção das minorias nacionais que ainda são válidos e fazem parte integrante das disposições da OSCE sobre os direitos das minorias. 